# Lindells vågfabrik
Lindells Vågfabriks AB var en svensk tillverkare av vågar i Jönköping. 
Företaget grundades på 1870-talet som faktorismedmästaren Sven Johan Lindells smedja i Vireda, där han tillverkade diskvågar. Hans son Henning Robert Lindell utvecklade verksamheten och flyttade verksamheten till Jönköping 1877.
Företaget flyttade 1895 till hörnet Änkhusgatan/Odengatan 25 i dåvarande stadsdelen Svenska maden. År 1902 ombildades företaget till aktiebolaget Lindells Vågfabrik AB. År 1948 flyttade företaget till Huskvarnavägen i Rosenlund i en fabriksbyggnad som hade ritats av ritats Ture Wennerholm. Produktion skedde också i en filialfabrik i Forserum, vilken lades ned 1972, då all tillverkning samlades i Rosenlund. 
Lindells ägdes av familjen Lindell fram till 1966, då verksamheten slogs samman med Stathmos med Kooperativa Förbundet och Coronaverken som ägare. År 1974 blev Kooperativa Förbundet ensam ägare och företagsnamnet blev Stathmos AB. Tillverkningen i Jönköping lades ned 1980.

## Bilder

Lindells vågfabrik
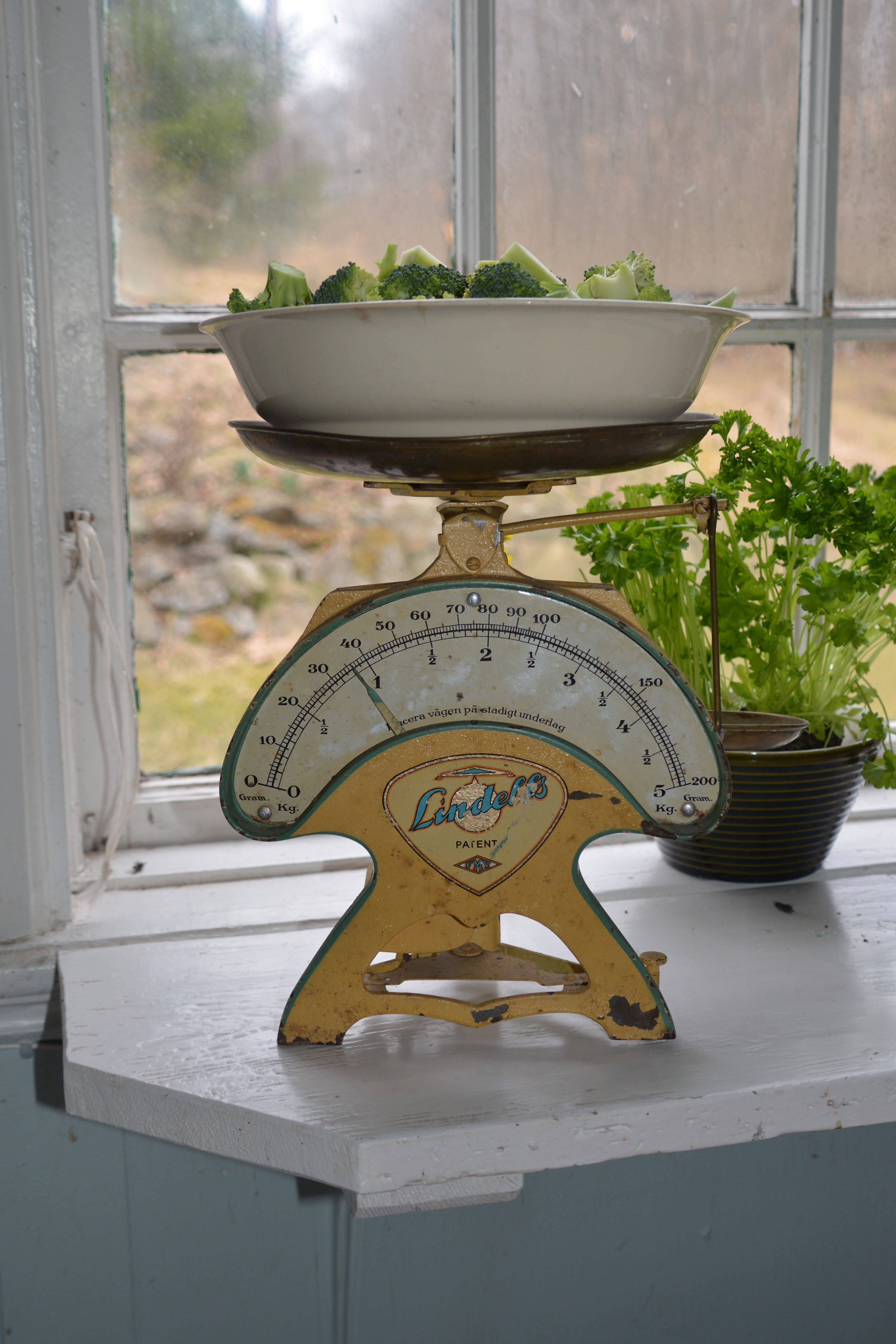
Köksvåg från Lindells vågfabrik
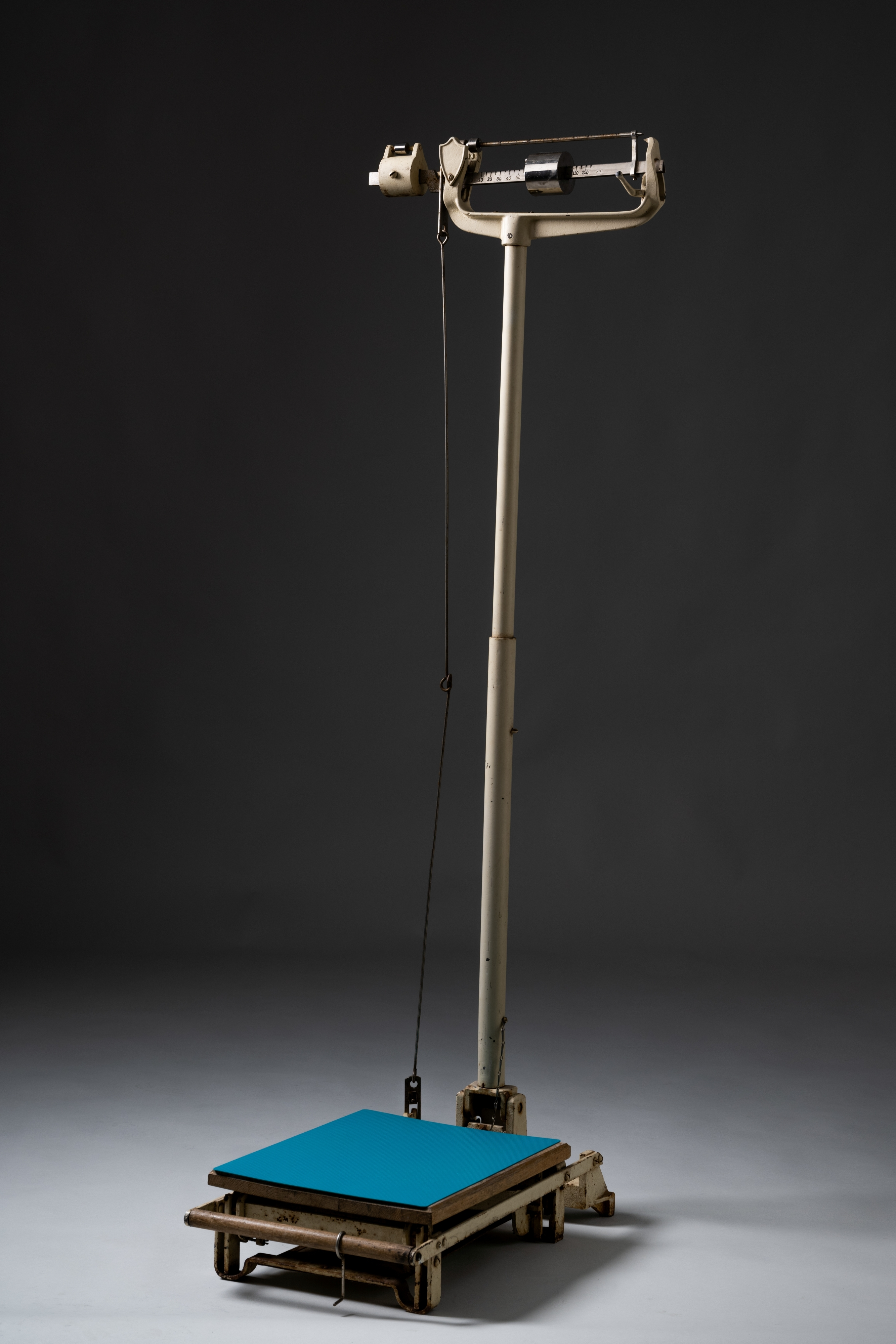
Pelarvåg av märket Exakt från Lindells Vågfabrik, från 1920–1930-talet, Jönköpings läns museum
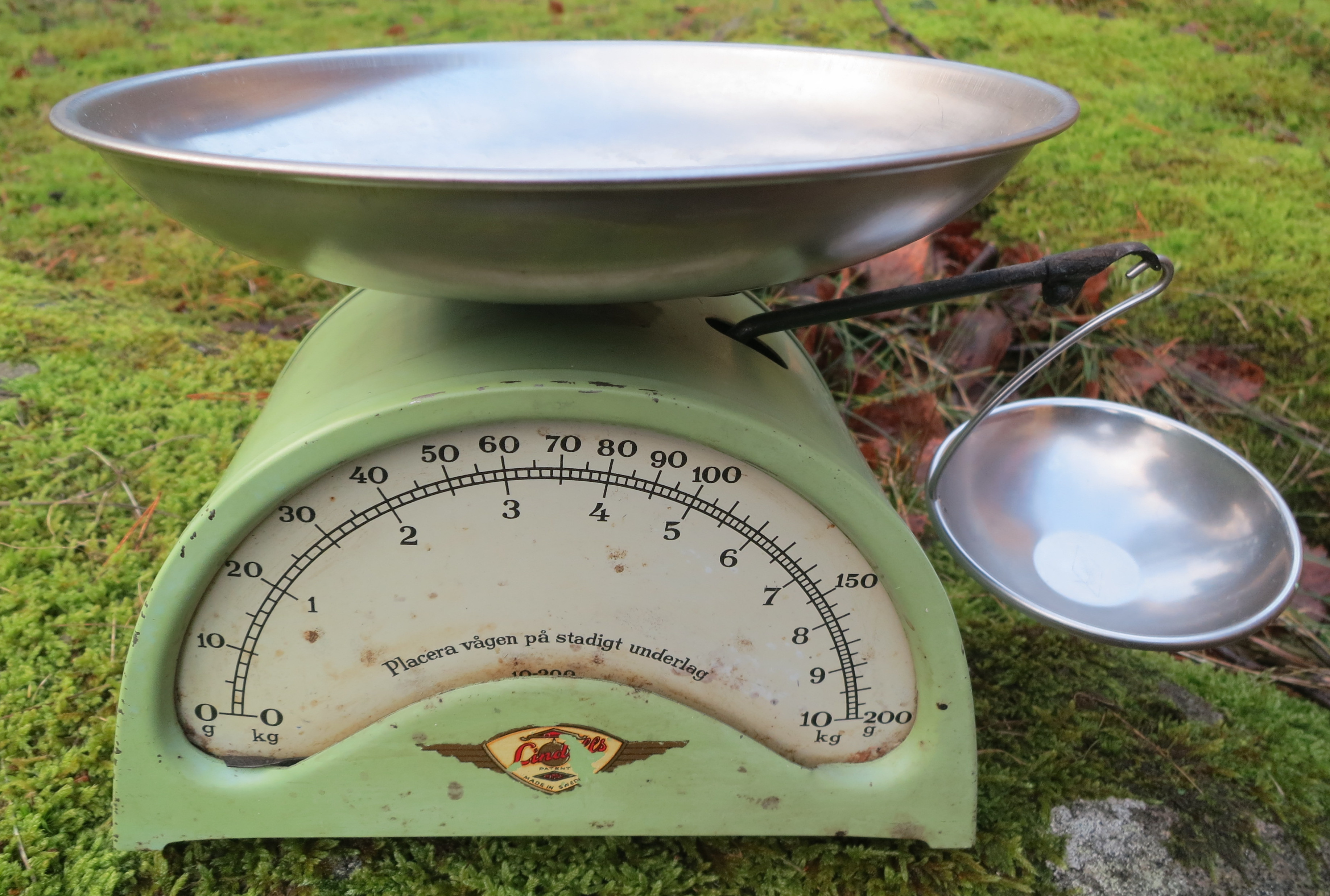
Hushållsvåg från 1950-talet av Lindells vågfabrik
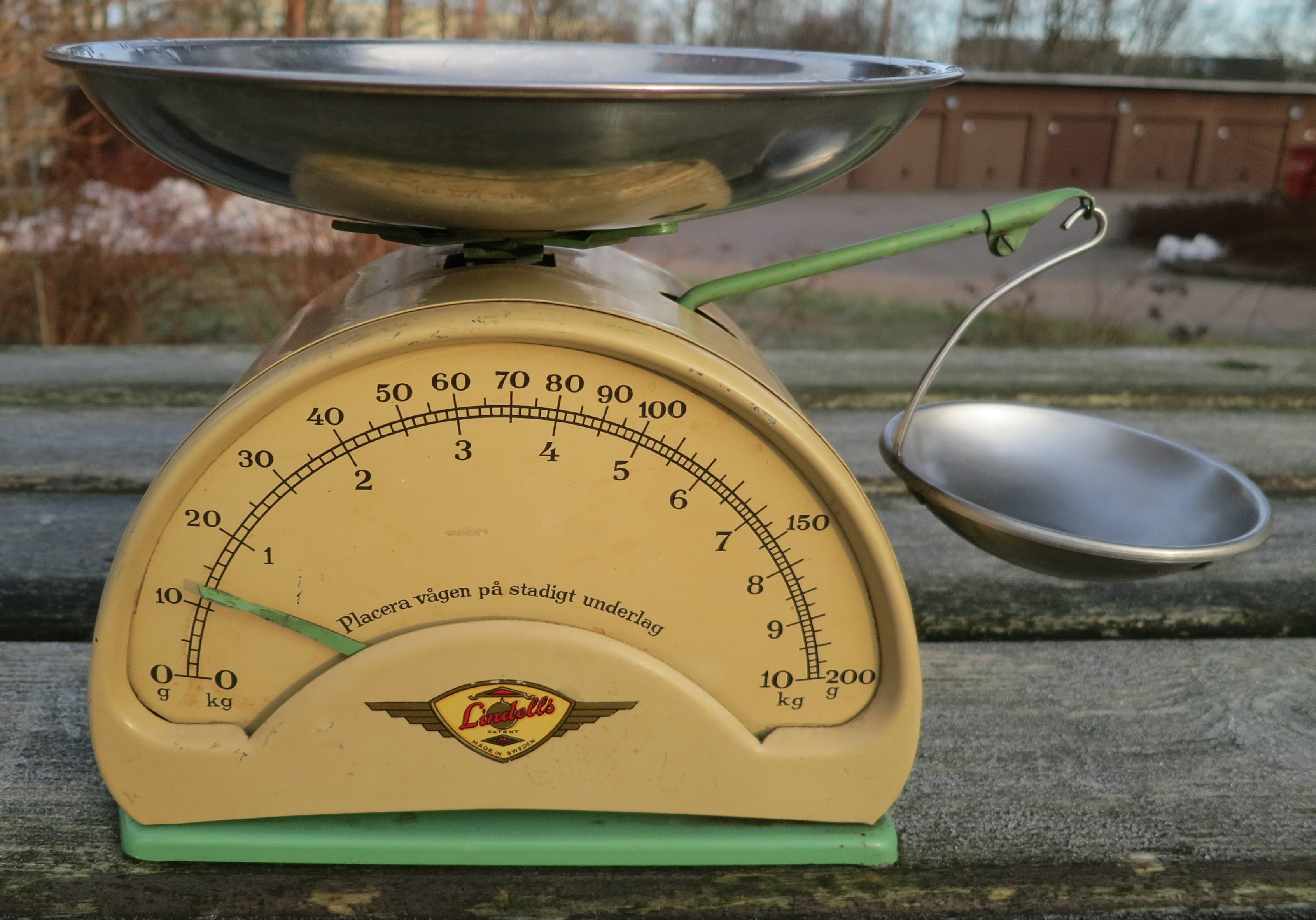
Gräddfärgad Lindells-våg från 1950-talet